# Saint-Soupplets
Saint-Soupplets ist eine französische Gemeinde mit 3586 Einwohnern (Stand: 1. Januar 2022) im Département Seine-et-Marne in der Region Île-de-France. Sie gehört zum Arrondissement Meaux und zum Kanton Claye-Souilly. Die Einwohner werden Sulpiciens genannt.

## Geographie
Saint-Soupplets liegt etwa 45 Kilometer nordöstlich von Paris. Nachbargemeinden von Saint-Soupplets sind Oissery im Norden, Forfry im Nordosten, Gesvres-le-Chapitre im Osten, Monthyon im Südosten, Le Plessis-l’Évêque und Cuisy im Süden, Montgé-en-Goële im Westen und Südwesten sowie Marchémoret im Nordwesten.
Durch die Gemeinde führt die Route nationale 330.

## Geschichte
Während des Ersten Weltkrieges war die Gemeinde bereits Anfang September 1914 in der Schlacht am Ourcq umkämpft.

### Bevölkerungsentwicklung
| Jahr      | 1962 | 1968 | 1975 | 1982 | 1990 | 1999 | 2006 | 2011 |
| Einwohner | 656  | 757  | 1122 | 2008 | 2721 | 2890 | 3327 | 3231 |

## Sehenswürdigkeiten

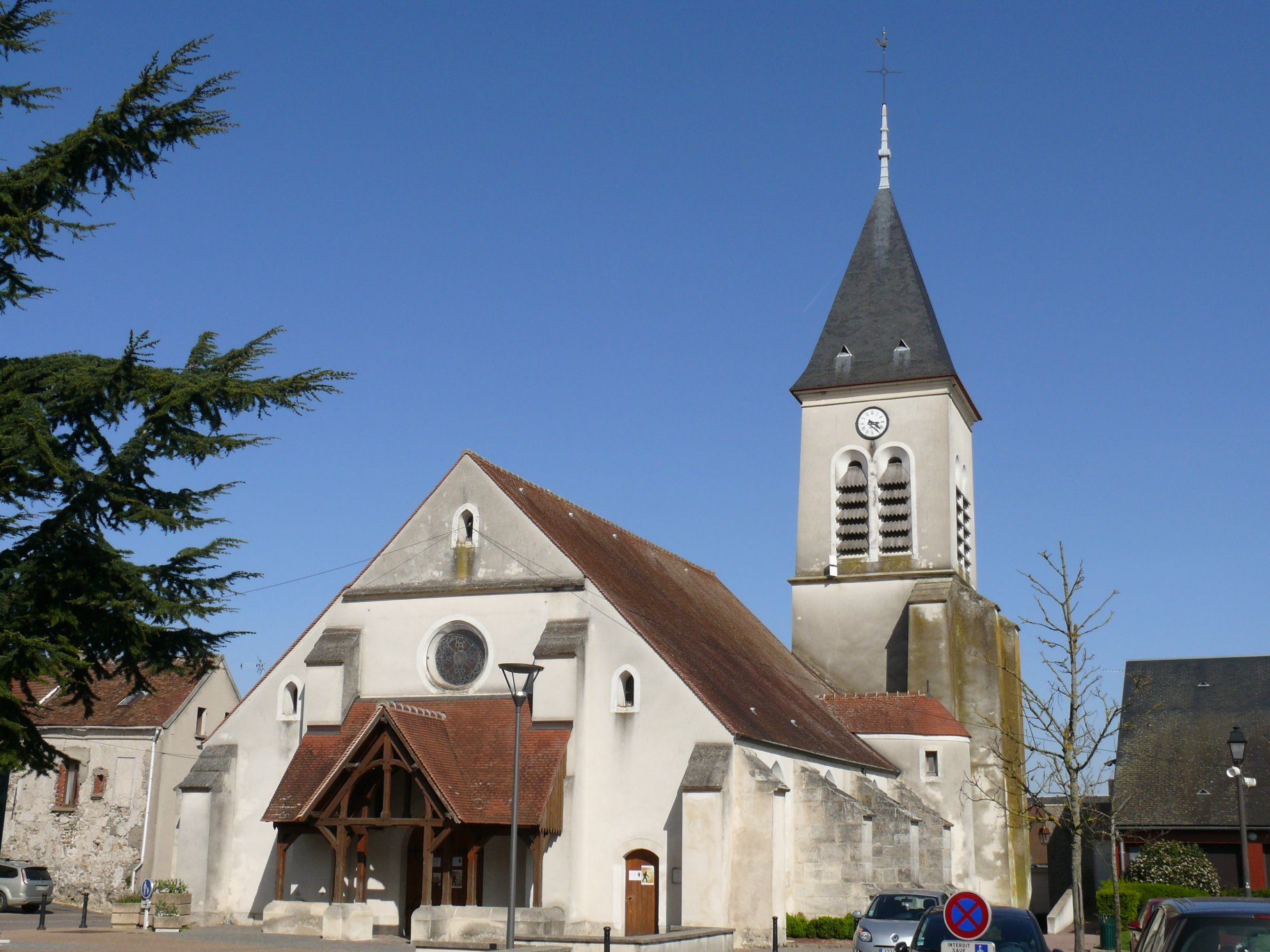
Kirche Saint-Sulpice

- Kirche Saint-Sulpice
- Schloss Maulny, heutiges Rathaus
- Waschhaus, erbaut 1855